# Gasthof zur Post (Benediktbeuern)

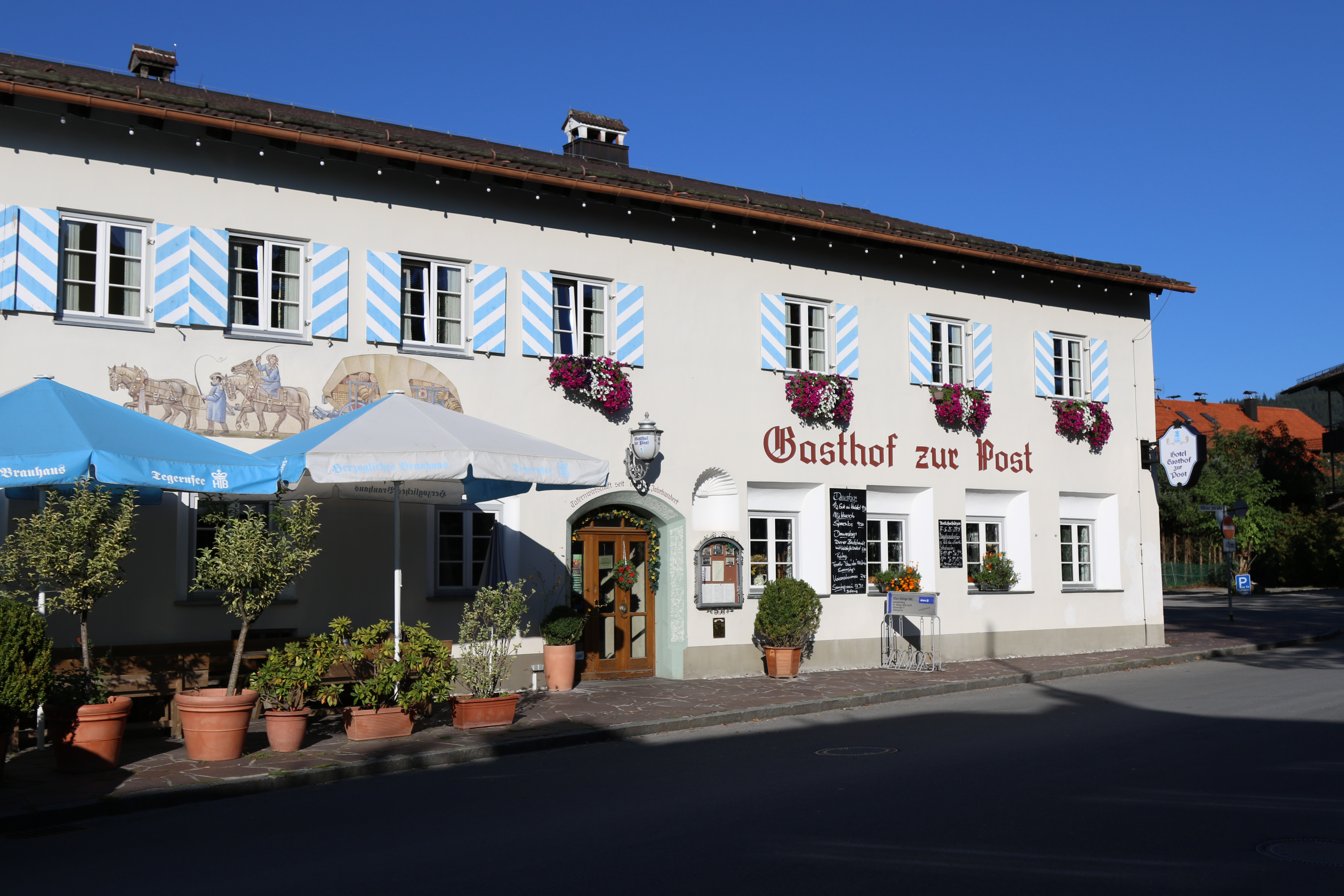
Gasthof zur Post in Benediktbeuern

Der Gasthof zur Post  in Benediktbeuern, einer Gemeinde im oberbayerischen Landkreis Bad Tölz-Wolfratshausen, wurde im Kern 1517 errichtet. Das Gasthaus am Dorfplatz 1 ist ein geschütztes Baudenkmal.
Der zweigeschossige langgestreckte Flachsatteldachbau wurde im 18. Jahrhundert erweitert und im Jahr 1802 innen verändert. Das zehnachsige Gebäude bildete den Südflügel einer umfangreichen Anlage.  Nach 1950 ersetzte man den Westflügel durch den großen Saal und legte im Keller ein mittelalterliches Gewölbe frei. Das Fresko mit dem Fuhrwerk an der Hauptfassade wurde 1987 erneuert.  
Der Gasthof war die älteste und wichtigste Tafernwirtschaft des Klosters Benediktbeuern und ursprünglich auch Sitz des Richters. 